# Берлінський метрополітен
Берлінський метрополітен (нім. U-Bahn Berlin) складає разом з Берлінською міською електричкою, трамваями і автобусами основу громадського транспорту столиці Німеччини.
Найстаріше в Німеччині берлінське метро було відкрито в 1902 році. У проєктуванні берлінського метро брав активну участь Вернер фон Сіменс.
На 2009 рік мережа берлінського метро має 173 станції та 9 ліній (також була лінія U55, яка згодом з'єдналася з лінією U5) завдовжки з 145,5 км. Близько 80% колій знаходяться під землею. Кількість перевезених пасажирів становить близько 457,9 мільйонів пасажирів на рік. Поїзди метро за рік сумарно долають 130 мільйонів кілометрів. У системі використовується стандатна європейська ширина колії та живлення потягів від контактної рейки.

## Лінії
| Лінія | Шлях                                   | Початок дії  | Довжина в км | Станції | Підземних. |
| ----- | -------------------------------------- | ------------ | ------------ | ------- | ---------- |
| U1    | Uhlandstraße ↔ Warschauer Straße       | 1902 до 1926 | 8,81 км      | 13      | 5 станцій  |
| U2    | Pankow ↔ Ruhleben                      | 1902 до 2000 | 20,72 км     | 29      | 21 станція |
| U3    | Nollendorfplatz ↔ Krumme Lanke         | 1913 до 1929 | 11,94 км     | 15      | 9 станцій  |
| U4    | Nollendorfplatz ↔ Innsbrucker Platz    | 1910         | 2,86 км      | 5       | 5 станцій  |
| U5    | Alexanderplatz ↔ Hönow                 | 1930 до 1989 | 18,36 км     | 20      | 11 станцій |
| U55   | Центральний вокзал ↔ Brandenburger Tor | 2009         | 1,37 км      | 3       | 3 станції  |
| U6    | Alt-Tegel ↔ Alt-Mariendorf             | 1923 до 1966 | 19,89 км     | 29      | 26 станцій |
| U7    | Rathaus Spandau ↔ Rudow                | 1924 до 1984 | 31,76 км     | 40      | 40 станцій |
| U8    | Wittenau ↔ Hermannstraße               | 1927 до 1996 | 18,04 км     | 24      | 24 станцій |
| U9    | Rathaus Steglitz ↔ Osloer Straße       | 1961 до 1976 | 12,52 км     | 18      | 18 станцій |

Зараз Берлінське метро налічує 9 основних ліній з численними відгалуженнями довжиною 145,5 км зі 173 станціями. Найдовшою лінією є U7, її довжина становить 32 км. Вона ж є найдовшою повністю підземною лінією в Німеччині.
В годину пік поїзди ходять з трьох- або чотирихвилинними перервами, решту часу кожні 5 чи 10 хвилин. Починаючи з 2003 року були введені нічні лінії (на всіх маршрутах, окрім U4) у ніч з п'ятниці на суботу і з суботи на неділю з 15-хвилинними інтервалами. В інші дні тижня за маршрутами метро ходять нічні автобуси, один раз на 15 хвилин.

## Історія

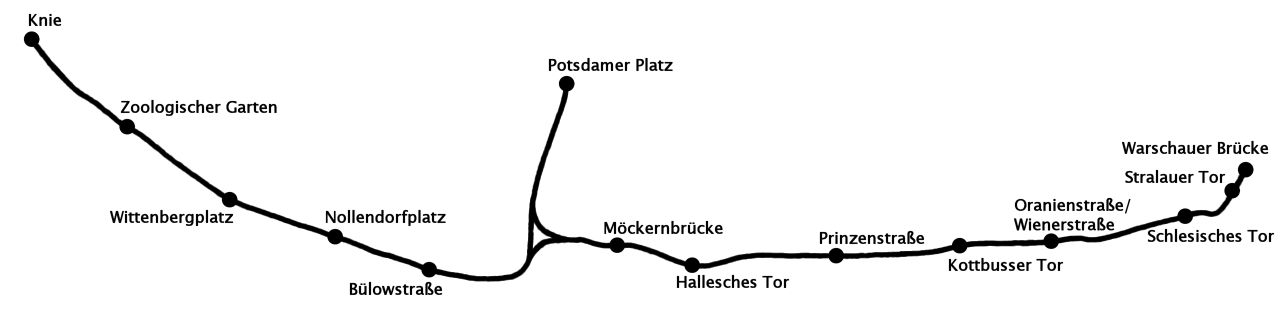
Перша лінія метро в 1902 р.

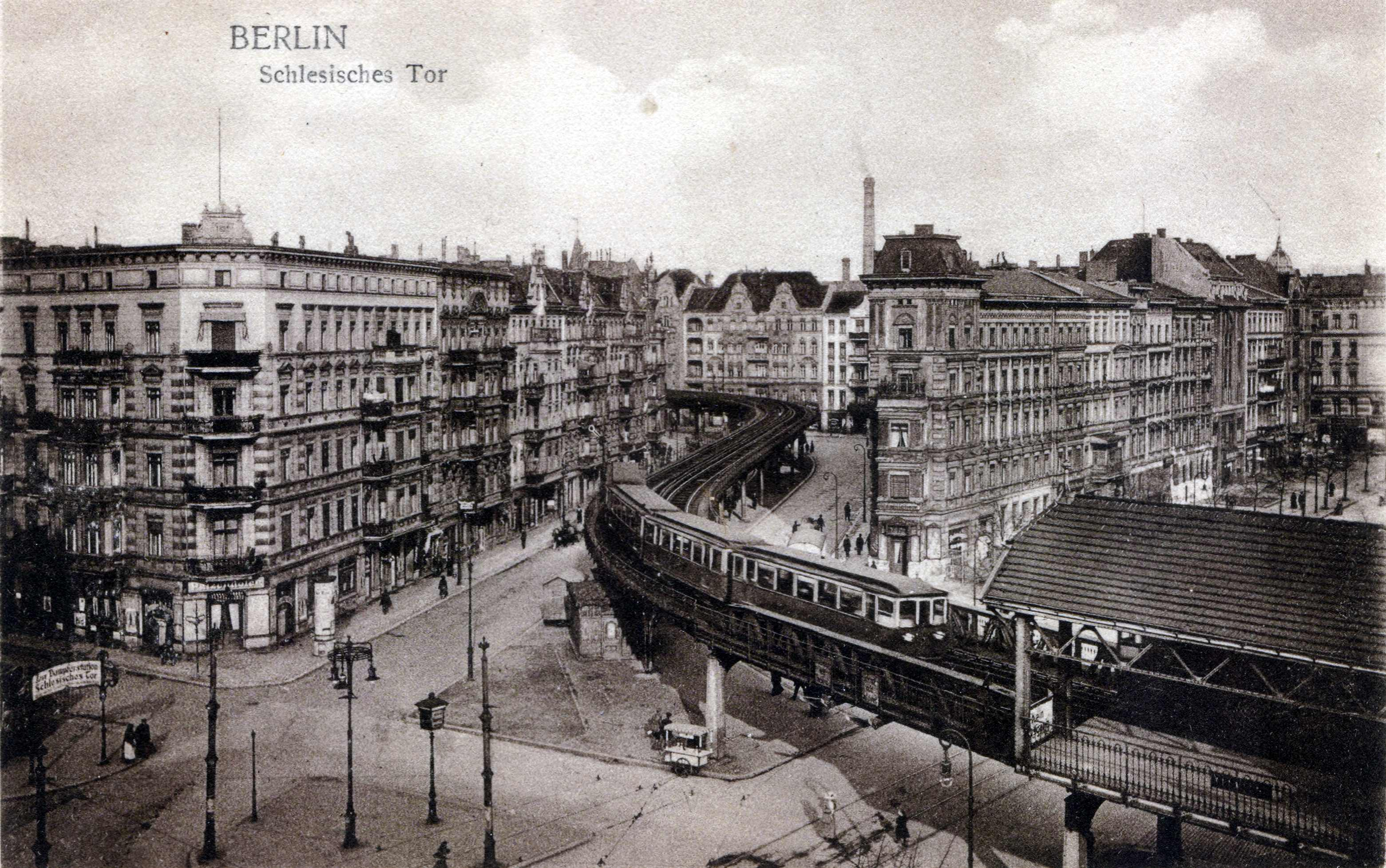
Поїзд метро на Шлезішес Тор

Берлінський метрополітен є першим метрополітеном у Німеччині і одним із перших метрополітенів континентальної Європи. Його історія почалася 1880 року з пропозиції Вернера фон Сіменса побудувати в Берліні мережу міських поїздів, що пройде під землею і на естакадах. Після дискусій, що тривали до 1896 року, почалося будівництво Берлінського метро. Перша лінія була побудована повністю як надземна залізниця і проходила по естакадах. Вона була відкрита 15 лютого 1902 року і з'єднала між собою Штралауер Тор (нім. Stralauer Tor) і Зоологічний сад, із невеликим відгалуженням на Потсдамську площу. До кінця року залізниця була продовжена: до 14 серпня на схід до Варшавського мосту (нім. Warschauer Brücke) і до 14 грудня на захід до площі Ернста Рейтера (нім. Ernst-Reuter-Platz).

## Оплата проїзду
Метро Берліна поділено на тарифні зони, від яких залежить вартість проїзду. Одноразовий квиток в зоні AB (в центр міста та прилеглих районах) коштує 3,20 EUR, в зоні BC (прилеглі райони та околиці міста) – 3,80 EUR, у всіх зонах ABC – 4,00 EUR. Квиток дійсний дві години у всіх видах громадського транспорту. Крім того є квитки: на три зупинки вартістю 2,20 EUR, на 1 день – 9,50 EUR, на 7 днів – 39,00 EUR. Також є одноденний груповий квиток на 5 осіб вартістю 29,00 EUR. Діти віком до 6 років можуть користуватися Берлінським метро безкоштовно. Для дітей віком від 6 до 14 років пропонуються спеціальні дисконтні тарифи.

## Галерея

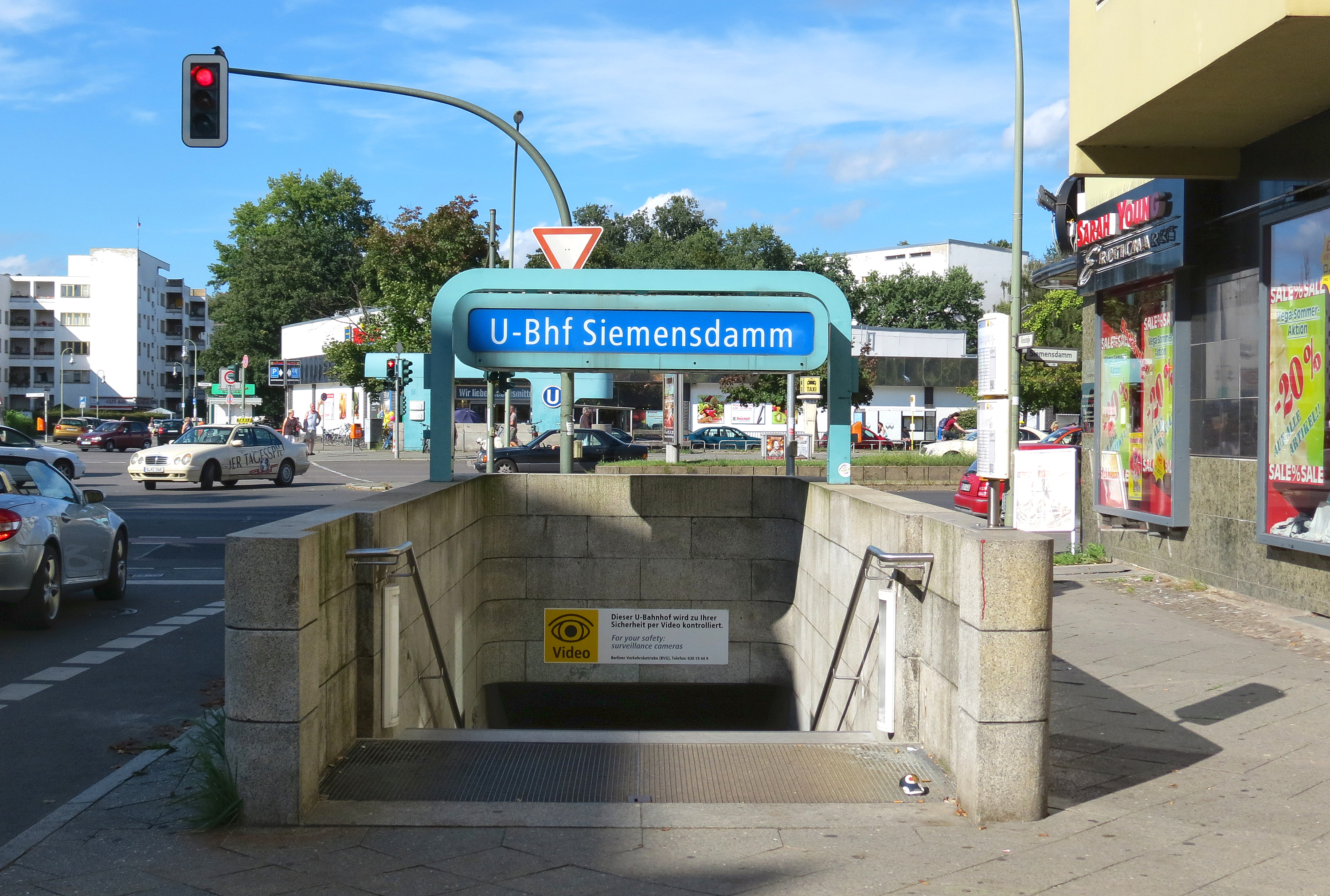
Вихід зі станції «Siemensdamm», Лінія 7
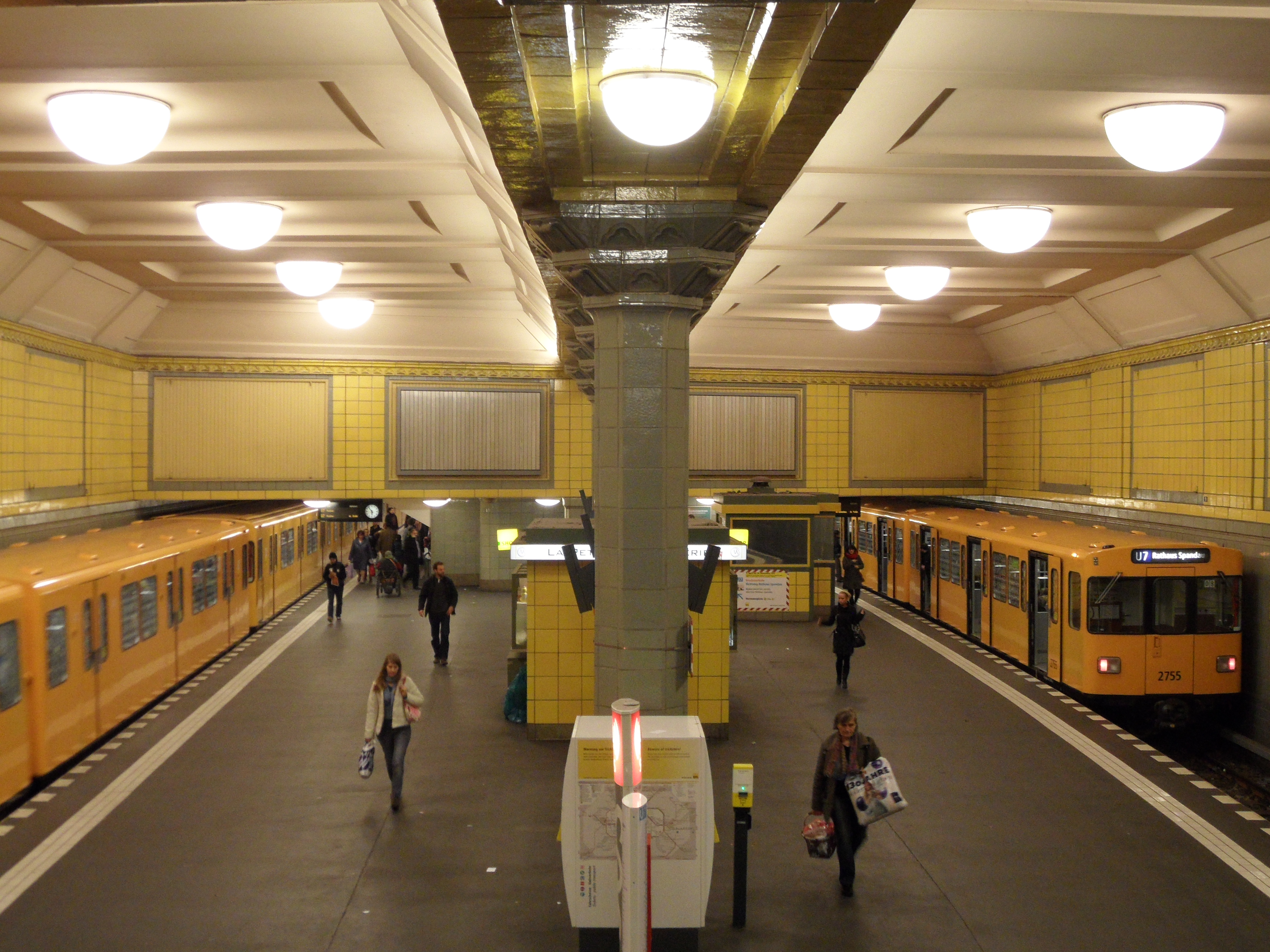
Платформа станції «Hermannplatz»
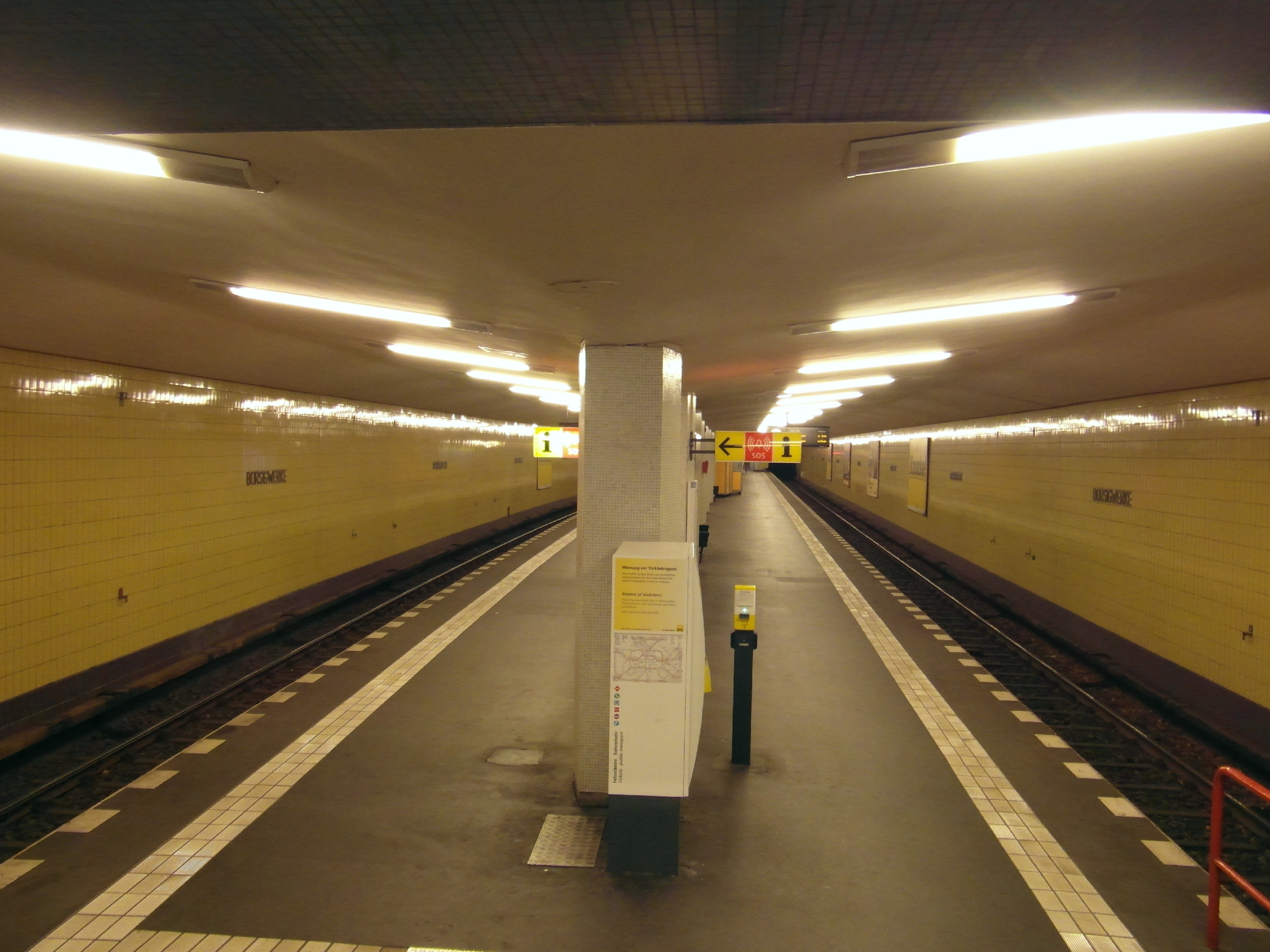
Платформа станції «Borsigwerke», Лінія 6
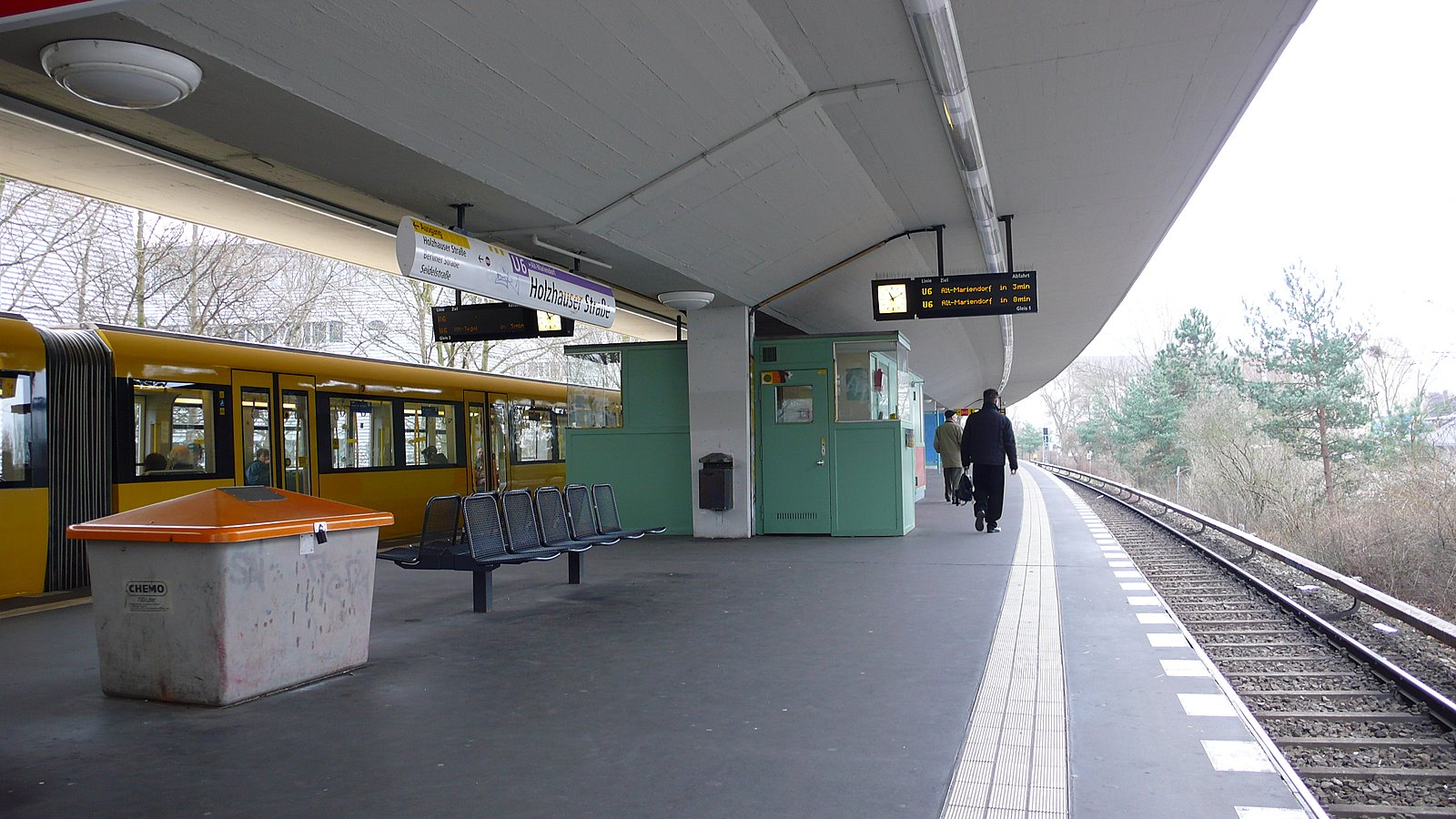
Платформа наземної станції «Holzhauserstr», Лінія 6
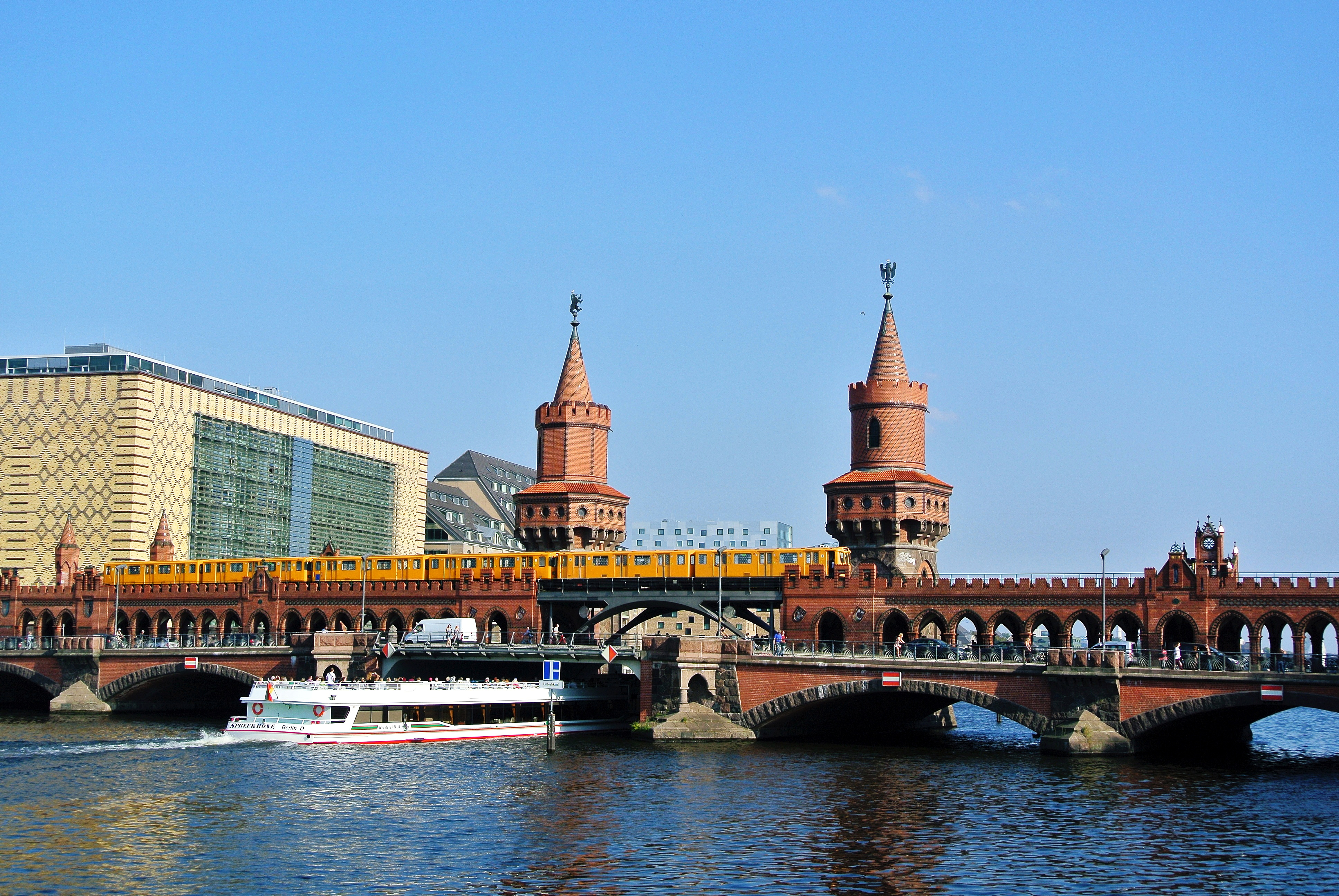
Метроміст
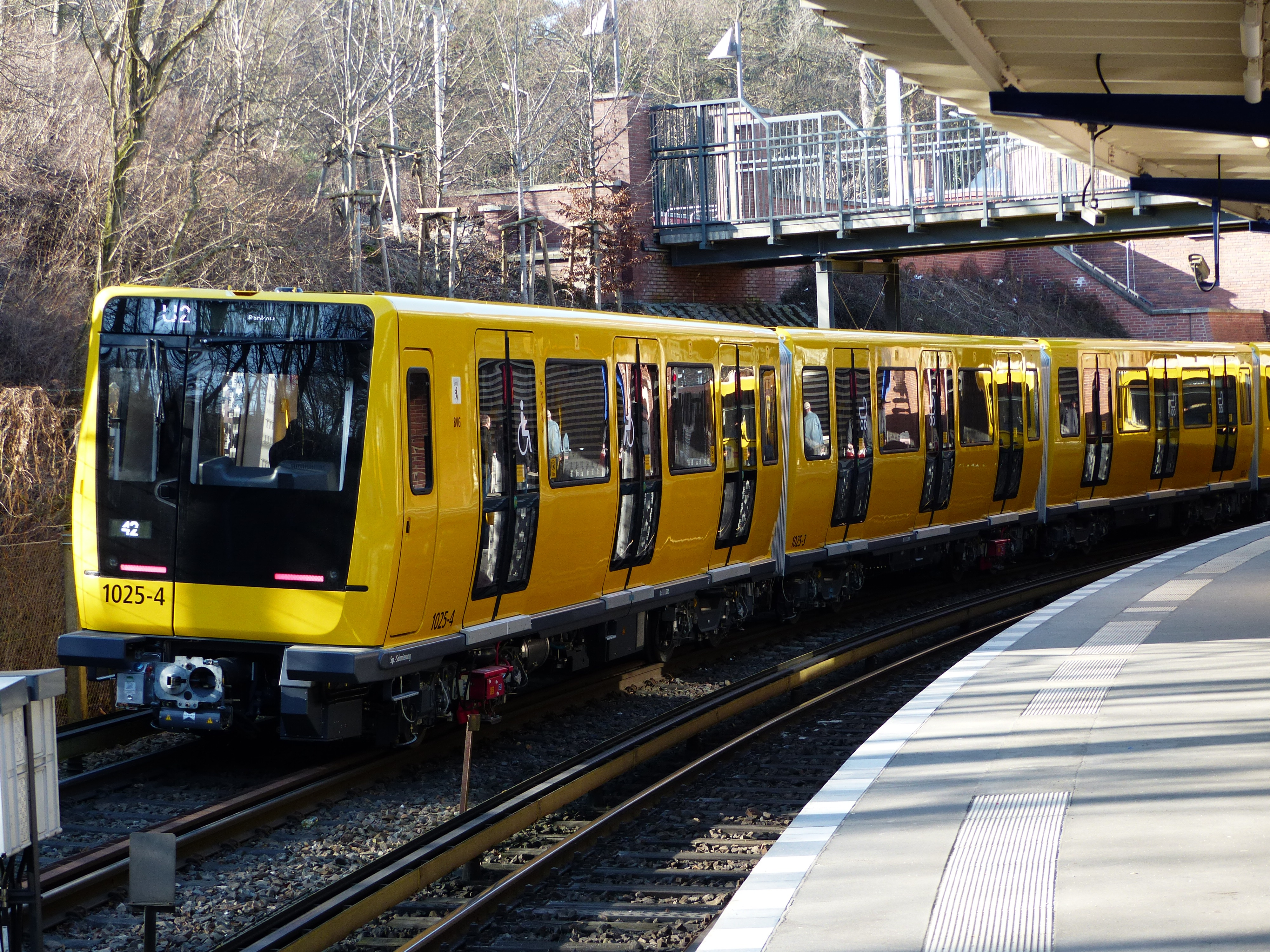
Сучасний потяг серії «IK» біля станції «Olympia-Stadion»
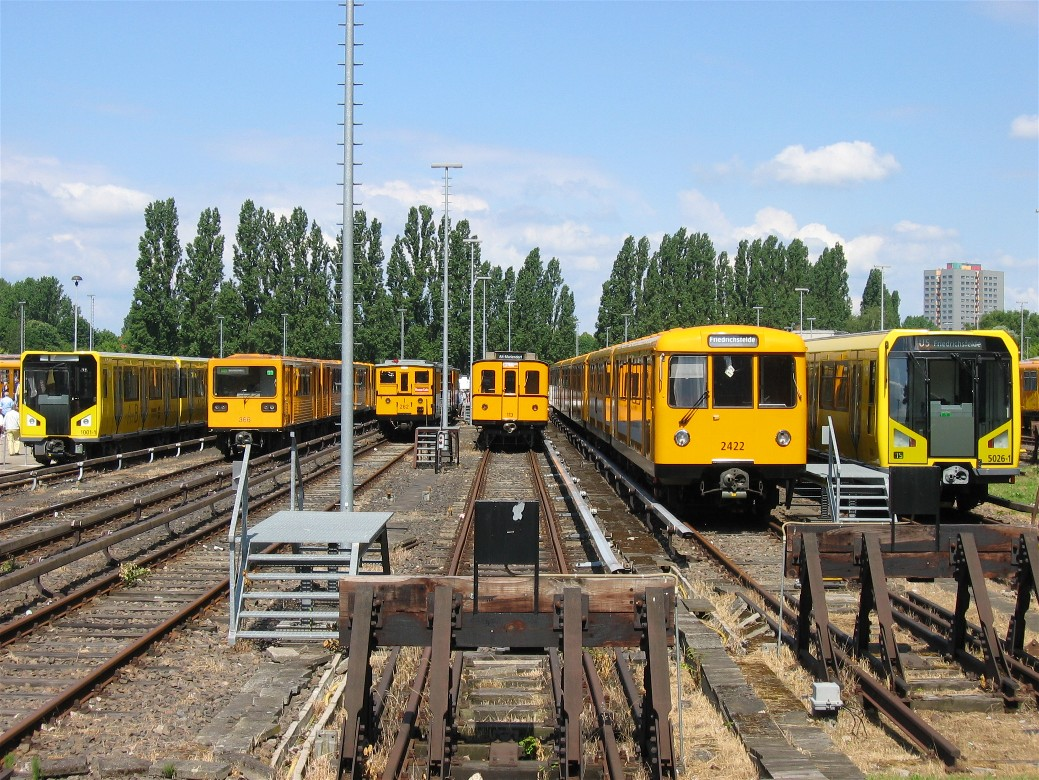
Потяги різних серій в депо
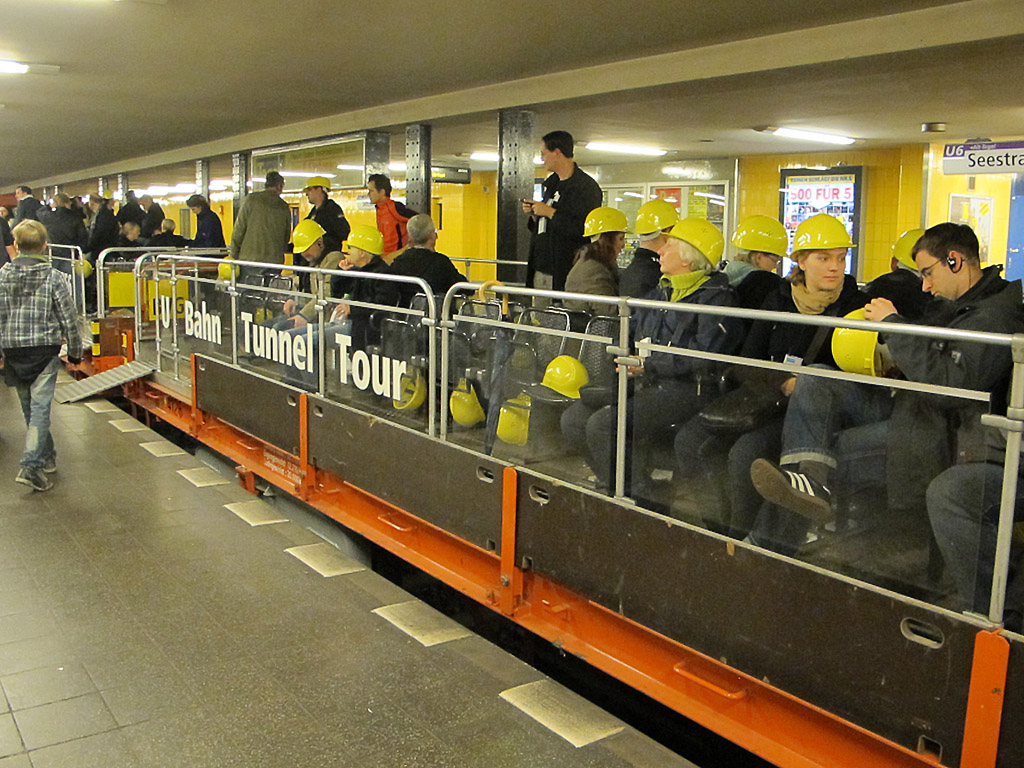
Вагон для нічних турів в тунель